# A Pup Named Scooby-Doo
A Pup Named Scooby-Doo (O Pequeno Scooby-Doo no Brasil) é uma série animada americana de comédia e mistério produzida pela Hanna-Barbera. É a oitava encarnação da franquia do estúdio Scooby-Doo e retrata versões mais jovens do personagem-título e seus companheiros humanos enquanto eles resolvem mistérios, semelhantes a série de televisão original. A série foi desenvolvida por Tom Ruegger   e estreou em 10 de setembro de 1988, indo ao ar por quatro temporadas no ABC, bem como durante o bloco sindicado The Funtastic World of Hanna-Barbera até 17 de agosto de 1991. 
Junto com a maioria da equipe de produção de Hanna-Barbera, Ruegger saiu do estúdio após a primeira temporada e Don Lusk,  um animador de longa data dos estúdios de animação Disney e Bill Meléndez, assumiu como diretor. A Pup Named Scooby-Doo é a última série de televisão da franquia em que Don Messick interpretou Scooby-Doo antes de sua morte em 1997 e um dos poucos na franquia em que alguém além de Frank Welker dublou o personagem de Fred Jones (o ator mirim Carl Steven assumiu o papel nesta série; Welker deu voz a outros pequenos papéis na série, incluindo o tio de Fred, Ed). Don Messick e Casey Kasem, o último dos quais dublou Shaggy Rogers, foram os únicos dois dubladores de outras séries do Scooby-Doo a reprisar seus papéis e ambos receberam créditos como protagonistas por seu trabalho. 

## Episódios
| Temporada | Temporada | Episódios | Estreia da Temporada   | Final da Temporada     |
| --------- | --------- | --------- | ---------------------- | ---------------------- |
|           | 1         | 13        | 10 de Setembro de 1988 | 10 de Dezembro de 1988 |
|           | 2         | 8         | 9 de Setembro de 1989  | 4 de Novembro de 1989  |
|           | 3         | 3         | 8 de Setembro de 1990  | 3 de Novembro de 1990  |
|           | 4         | 3         | 3 de Agosto de 1991    | 17 de Agosto de 1991   |

## Personagens
- Scooby-Doo (voz de Don Messick) - O personagem principal da série e o mascote da Agência de Detetives Scooby-Doo. Messick também dublou vários outros personagens do show.
- Norville "Salsicha" Rogers (voz de Casey Kasem) - O melhor amigo de Scooby.
- Fred Jones (voz de Carl Steven) - O líder da turma.
- Velma Dinkley (voz de Kellie Martin) - A mais inteligente da turma.
- Daphne Blake (voz de Christina Lange)

## Produção
O novo formato seguiu a tendência da "babyfication" de personagens de desenhos animados mais antigos, reduzindo o Scooby-Doo, Where Are You! escalado para crianças do ensino fundamental (ao fazê-lo, a série reintroduziu Fred Jones e Velma Dinkley no programa, ambos os quais não tinham aparecido como personagens regulares desde 1970, e apagou Scooby-Loo do elenco). Este novo show também usou a mesma fórmula básica do show original de 1969: a "Scooby-Doo Detective Agency" (uma precursora da Mistério S.A.) resolveu mistérios de base sobrenatural na cidade de Coolsville, onde os monstros da semana estão sempre revelados como bandidos em máscaras e fantasias. A maior diferença era o tom do show: com A Pup Named Scooby-Doo, o produtor Tom Ruegger construiu sobre o humor ligeiramente irreverente que ele havia estabelecido junto com o produtor Mitch Schauer com a encarnação anterior malsucedida de Scooby, The 13 Ghosts of Scooby-Doo. Isso resultou em uma versão mais excêntrica e extremamente cômica de Scooby-Doo que satirizou as convenções das encarnações anteriores do programa. Não era incomum para os personagens fazerem tomadas selvagens no estilo Tex Avery / Bob Clampett quando se deparavam com fantasmas e monstros. O diretor de animação e supervisor internacional Glen Kennedy animou pessoalmente muitas das sequências selvagens. Fred estava constantemente culpando um personagem apropriadamente chamado "Red Herring" (um trocadilho com arenque vermelho) por cada crime no programa (fiel ao seu nome, Red sempre foi inocente, exceto por "Night of the Boogey Biker", aquele episódio em que Fred não o culpou) e fotos dos personagens (e até dos monstros) dançando foram inseridas nas sequências de perseguição obrigatórias do final dos anos 80, com música pop-rock. Os próprios monstros também eram mais cômicos, como uma criatura feita de queijo fundido, um monstro na forma de um hambúrguer gigante e o fantasma de um dogcatcher. A série também apresenta Scooby e Salsicha como sua dupla favorita de super-heróis. Salsicha seria o destemido Comandante Cool (uma combinação de Batman e Superman) e Scooby seria seu fiel ajudante canino Mellow Mutt (uma combinação de Krypto, Robin e Ace the Bat-Hound). Em 2013, um filme de bonecos diretamente em DVD foi lançado exclusivamente para as lojas Walmart dos EUA e download digital chamado Scooby-Doo! Aventuras: O Mapa Misterioso, que apresentava traços semelhantes aos de A Pup Named Scooby-Doo.

### Comparações entre encarnações de personagens
- Salsicha era exatamente como sua encarnação mais velha. Ele comia muito e usava os termos "Curtir" e "Zoinks!" constantemente. Ele às vezes concorda com outros membros da gangue, considerando o fantasma, etc.
- Scooby-Doo também se comportava como a versão mais antiga do personagem, com pelo menos uma exceção: quando recebia um Biscoito Scooby, essa encarnação de Scooby costumava dizer "mmmm!" ou similar de uma maneira exagerada, voa no ar (às vezes literalmente) e então flutua de volta ao solo.
- Daphne era uma jovem vaidosa que era bastante cética e sarcástica (especialmente em relação a  Fred). Tendo nascido com dinheiro, ela costumava chamar seu mordomo, Jenkins (um trocadilho com "Jinkies!"), Para obter ajuda (na ocasião, Scooby o chamava em vez disso, como no episódio "Horror da peruca assombrada"), geralmente por razões incrivelmente tolas ("tenha medo de mim"), algo que ela não faz enquanto é mais velha, apesar de ainda ser fabulosamente rica. Muitas vezes ela acusou a pessoa errada que cometeu o crime, apenas por sua intuição. Ela também tinha uma paixão profunda pela cor rosa (em oposição à Daphne mais velha, que prefere tudo em roxo), preferindo a maioria de suas roupas e pertences pessoais nessa cor e trata a moda como vida ou morte. Ela também odeia ficar suja e absolutamente se recusa a acreditar no sobrenatural (sua frase de efeito na série é "Não existe tal coisa como [insira o elemento sobrenatural aqui]"), apesar do fato de que ela e o resto da gangue realmente se conheceram (e fizeram amizade ) um fantasma em um episódio.
- Fred era um jovem franco que sempre chega à conclusão errada. Sua imaginação descontrolada frequentemente irritava o resto da turma (sua revista favorita é a National Exaggerator, que seu tio Ed assume durante o curso da série). Antes de acusar Red Herring sem motivo algum (o que acontece em quase todos os episódios), ele sempre ofereceu uma hipótese ridícula para o mistério em questão, como o povo Mole ou alienígenas de outro planeta. No entanto, ele pode entender às vezes.
- Velma era basicamente a mesma que sua encarnação mais velha - inteligente e de fala mansa com óculos grossos. A mudança mais evidente em seu personagem era que ela possuía um computador móvel do tamanho de uma pasta que podia determinar quem era o criminoso em qualquer episódio específico. Velma também possuía um skate enorme movido a motor com um esquema de cores semelhante ao da Máquina Mistério, no qual todos os personagens podiam andar. Ela tinha um andar distinto durante caminhadas ou corridas mais longas (pés se arrastando rapidamente) e um estilo de dança distinto emprestado do personagem 5 de Peanuts (como ele aparece durante a cena de dança em A Charlie Brown Christmas).

Em um episódio de O Que Há de Novo, Scooby-Doo?, há um flashback do quinto aniversário de Velma, usando os designs dos personagens de A Pup Named Scooby-Doo, embora com algumas modificações, como Daphne vestindo roxo em vez de rosa. Fred e Velma foram os únicos personagens que voltaram a falar no flashback, dublado por Welker e Mindy Cohn. O filme Scooby-Doo! The Mystery Begins estabelece a reunião de equipe na adolescência. No entanto, pode ser visto como uma prequela dos filmes de cinema.

### Música
Músicas de estilo rock and roll (especificamente sobre o monstro da semana) foram tocadas durante a cena de perseguição em cada episódio, semelhante aos episódios da segunda temporada de Scooby-Doo, Where Are You! No entanto, ao contrário das versões anteriores do show, as crianças muitas vezes estavam cientes da música que estava sendo tocada (tendo ligado a si mesmas em muitas ocasiões) e dançavam um pouco junto com os fantasmas e monstros antes de continuar com a perseguição (Glen Kennedy costumava animar os personagens ' dança ele mesmo). A música tema do programa apresentava letras do criador da série Tom Ruegger e música do compositor John Debney também tinha uma semelhança com a "Intro Song" de Little Shop of Horrors, que havia sido recentemente adaptada para um filme de sucesso. A música é quase sempre no estilo rock and roll dos anos 1950, possivelmente para indicar sua juventude, já que o show original aconteceu em 1969.

## Home media
Warner Home Video (via Hanna-Barbera e Warner Bros. Family Entertainment) inicialmente lançou todos os 27 episódios de A Pup Named Scooby-Doo em DVD na Região 1 em sete volumes. Posteriormente, eles relançaram a série inteira em 2 conjuntos de DVD. As duas primeiras temporadas estão disponíveis para download na iTunes Store. "Wrestle Maniacs" podem ser encontrados no Scooby-Doo! WrestleMania DVD.
| Temporada                                | Temporada                                           | Temporada                                | Volume                                                          | Episódios                                                             | Data de lançamento     |
| ---------------------------------------- | --------------------------------------------------- | ---------------------------------------- | --------------------------------------------------------------- | --------------------------------------------------------------------- | ---------------------- |
|                                          | 1                                                   | 1988                                     | 1                                                               | 4 ("A Bicycle Built for Boo!" – "The Schnook Who Took My Comic Book") | 19 de Julho de 2005    |
| 2                                        | 1                                                   | 1988                                     | 4 ("For Letter or Worse" – "Snow Place Like Home")              |                                                                       | 19 de Julho de 2005    |
| 3                                        | 1                                                   | 1988                                     | 4 ("Scooby Dude" – "Robopup")                                   | 18 de Julho de 2006                                                   |                        |
| 4                                        | 1                                                   | 1988                                     | 4 ("Lights... Camera... Monster" – "The Spirit of Rock'n Roll") | 18 de Julho de 2006                                                   |                        |
| 4                                        |                                                     | 2                                        | 4 ("Lights... Camera... Monster" – "The Spirit of Rock'n Roll") | 18 de Julho de 2006                                                   | 1989                   |
| 5                                        | 4 ("Chickenstein Lives" – "Dog Gone Scooby")        | 2                                        | 9 de Janeiro de 2007                                            |                                                                       | 1989                   |
| 6                                        | 4 ("Terror, Thy Name Is Zombo" – "Wrestle Maniacs") | 2                                        | 15 de Maio de 2007                                              |                                                                       | 1989                   |
| 6                                        | 4 ("Terror, Thy Name Is Zombo" – "Wrestle Maniacs") |                                          | 15 de Maio de 2007                                              | 3                                                                     | 1990                   |
|                                          | 4                                                   | 1991                                     | 7                                                               | 3 ("The Were-Doo of Doo Manor" – "Mayhem of the Moving Mollusk")      | 14 de Agosto de 2007   |
| Volumes 1–3 Box Set Triplo               | Volumes 1–3 Box Set Triplo                          | Volumes 1–3 Box Set Triplo               | Volumes 1–3 Box Set Triplo                                      | 12 ("A Bicycle Built for Boo!" – "Robopup")                           | 13 de Abril de 2010    |
| Favoritos das Crianças Box Set Quádruplo | Favoritos das Crianças Box Set Quádruplo            | Favoritos das Crianças Box Set Quádruplo | Favoritos das Crianças Box Set Quádruplo                        | 16 ("A Bicycle Built for Boo!" – "The Spirit of Rock'n Roll")         | 27 de Setembro de 2011 |
| Favoritos das Crianças Box Set Quádruplo | Favoritos das Crianças Box Set Quádruplo            | Favoritos das Crianças Box Set Quádruplo | Favoritos das Crianças Box Set Quádruplo                        | 16 ("A Bicycle Built for Boo!" – "The Spirit of Rock'n Roll")         | 17 de Janeiro de 2012  |

| Temporada | Temporada | Temporada | Conjunto | Episódios | Data de lançamento  | Extras                                                         |
| --------- | --------- | --------- | -------- | --------- | ------------------- | -------------------------------------------------------------- |
|           | 1         | 1988      | 1        | 13        | 17 de Março de 2008 | - Coolsville, U.S.A. Mapa Interativo                           |
|           | 2         | 1989      | 2        | 14        | 17 de Março de 2009 | - Episódio Bônus Shaggy & Scooby-Doo Get a Clue!: "Party Arty" |
|           | 3         | 1990      | 2        | 14        | 17 de Março de 2009 | - Episódio Bônus Shaggy & Scooby-Doo Get a Clue!: "Party Arty" |
|           | 4         | 1991      | 2        | 14        | 17 de Março de 2009 | - Episódio Bônus Shaggy & Scooby-Doo Get a Clue!: "Party Arty" |

| Título                                              | Temporada (s) | Episódios                                                   | Data de lançamento   |
| --------------------------------------------------- | ------------- | ----------------------------------------------------------- | -------------------- |
| Scooby-Doo! 13 Spooky Tales: For the Love of Snacks | 1, 2          | 2 ("Wanted Cheddar Alive" and "Night of the Living Burger") | 7 de Janeiro de 2014 |
| Scooby-Doo! WrestleMania Mystery                    | 3             | 1 ("Wrestle Maniacs")                                       | 25 de Março de 2014  |
| Scooby-Doo! 13 Spooky Tales: Surf's Up, Scooby-Doo! | 1             | 1 ("Scooby Dude")                                           | 5 de Maio de 2015    |